# Erik Johan Stagnelius
Erik Johan Stagnelius (født 14. oktober 1793 i Gärdslösa præstegård på Öland, død 3. april 1823) var en svensk digter. Han var søn af biskop Magnus Stagnelius.
Stagnelus studerede to år i Uppsala og tog kancellieksamen (1814). Kom året efter ind i Kultusministeriet, blev 1818 kopist og 1822 ordinær kancellist. Levede både i Uppsala og Stockholm uden at knytte nærmere forbindelse med de litterære kredse. En hjertelidelse i forbindelse med spiritus og opium nedbrød hans helbred og fremkaldte hans tidlige død. 
Selv udgav S. kun tre af sine arbejder, alle anonymt: »Wladimir den store« (1817),
tre hæfter med titlen Liljor i Saron (1821; heri 22 mindre digte og sørgespillet Martyrerna) og 1822 Backanterna. Med Sång til kvinnorna i Norden vandt han 1818 anden pris i det svenske akademis prisdigtning.
Allerede året efter hans død udsendte Lorenzo Hammarskiöld på grundlag af hans efterladte papirer hans samlede digte i tre bind (1824—26,
forøget og revideret af Per Adolf Sondén 1836 og af Christoffer Eichhorn 1856 og 1881). Den endelige kritisk-filologiske og kommenterede udgave er udgivet af Svenska vitterhetssamfundet, besørget af 
Fredrik Böök (I—V, 1911—1919), fra hvis hånd også foreligger hans Valda skrifter (I—II, 1923).
Den første Periode i S.’s Forfatterskab omfatter hans righoldige og mangeartede
Ungdomsdigtning til omkr. 1817. I de første Ungdomsaar fortsætter han de gustavianske Digtere, især
Lidner og Oxenstierna, og har sine fremmede Forbilleder i fransk Klassicisme og latinsk
Digtning. Han besynger Dyden og Æren, i Tidsdigte om Krigsbegivenhederne er han den hellige
Alliances Talsmand imod Napoleon. Samtidigt er han Livsnydelsens Digter, bl.a. i nogle
pastorale Idyller, paavirket af Gesner, snart mere epikureisk tørt, snart stærkt sensuelt
præget. Hans første større Digt »Blenda« (1813), over et smaalandsk Sagn, er en komisk Epope efter Wielands Mønster. 
I hans senere Ungdomsaar gør Paavirkningerne fra Romantiken
sig stadigt stærkere gældende. I en Elegi fra 1815 om Samtidens Digtere priser han A. W.
Schlegel, Madame de Staël, Chateaubriand, Oehlenschläger (»Baldurs härliga skald«), Ling
og Tegnér. Med Tegnér stemte han overens i Fordringen om Formens Klarhed. I »Gunløg«
(paabegyndt 1812), hvoraf kun tre Sange blev færdig, søgte han med Motiv fra Eddasagnet
om Digtermjødens Oprindelse at skabe et nordisk Epos. Fra et Par Aar senere foreligger
Sørgespillene »Sigurd Ring« og »Visbur« og det dramatiske Digtfragment »Svegder«. Med
Schiller og Oehlenschläger som Forbilleder behandlede han her nationale Emner (Stoffet fra
Ynglingasaga) i græsk Tragedieform med indlagte Kor. 
I Lyrikken tilegnede han sig
forskellige Genrer: Elegier (efter klassisk Mønster og Goethe), Sonetter, Romancer og erotiske og
reflekterende Digte. Som han i Formen havde prøvet og uddannet sine Evner i forskellige
Retninger, havde han ogsaa i Indholdet spændt over store Modsætninger. Fra dette mere
æstetiske Stade førtes han, maaske under Indtrykkene fra en Kærlighedsoplevelse og Skuffelse,
ind i en sjælelig Krise, der stillede ham overfor Valget mellem Mulighederne i sin Karakter,
mellem Sjæl og Sanser, mellem Askese og Livsnydelse (»Världsförakt«, »Längtan efter det
himmelska«). Af denne Krise fremgik Digtene, der fylder den anden store Periode i hans
Forfatterskab, i hvilken han er religiøs-kristelig Romantiker. Fuldt Herre over sine kunstneriske
Virkemidler er det nu hans Opgave at give sin etisk-religiøse Livsanskuelse digterisk Form.
Perioden indledes med »Wladimir«, et Hexameterdigt, hvis Tankeindhold er stærkt
paavirket af Chateaubriands Les martyrs. Højdepunktet betegner »Liljor i Saron«. De mindre
Digte danner en lyrisk-symbolsk Cyklus om Sjælens (Animas) Fald, dens Liv i Leret,
dens Frelse og Lutring; i »Martyrerna« forherliges Martyrdøden som den fuldstændige
Frigørelse for alle jordiske Baand. Grundlaget i S.’s Livsanskuelse og religiøse Spekulation er
en Forening af Kristendom og Platonisme. Sine Ideer iklædte han et symbolsk Billedsprog og
en mytologisk Terminologi, der var tilegnet gennem en omfattende poetisk og filosofisk
Læsning; særlig maa fremhæves: Højsangen, Novalis, Oehlenschläger (»Aarets Evangelium«),
orientalske Religioner, især den mandæiske,
som han lærte at kende i den af Matthias
Norberg (s. d.) udgivne »Liber Adami«,
endvidere: gnostisk Teologi, Mysticisme og
romantisk Filosofi. Det hele forenedes til en
Livsanskuelse, en religiøs Metafysik, der helt er
gennemglødet af hans brændende Aand, det
ejendommeligste Udslag af svensk spekulativ
Romantik. I S.’s sidste Leveaar indtraadte en
delvis Reaktion mod dette ekstreme
Standpunkt. I det antikke Drama »Backanterna«
(1822) forkynder han i Hovedfiguren Orfeus
en mere forsonende Lære og finder et
Hvilepunkt i Resignationen. I mindre Digte og i
Eposset »Blenda« og Skuespillet
»Thorstenfiskare«, over et Jeppe-Motiv, slipper han
Komikken og Satiren løs. S. har vundet i
Virkelighedssans, saaledes i Billederne af smaalandsk
Bondeliv og i Naturbillederne. Men om dette
positivt peger hen mod en kunstnerisk
Nydannelse og sjælelig Ligevægt eller om det blot
negativt betegner Sammenfaldet af den
dødsmærkede Digters romantiske Verdensbillede,
staar uafgjort. S.’s Mangel paa
skikkelsedannende, plastisk Fantasi svækkede Virkningen
af hans Dramer og Epos. Alle hans Evner
gjorde ham til Centrallyriker. Hans Hang til
metafysisk Spekulation har ofte lagt en vanskelig
gennemtrængelig Skal om hans Digtning, der
ogsaa er tidsbundet ved sit noget abstrakte Ord-
og Billedvalg. Men hvor S. er fri af Lærdom og
Filosoferen, har han i Romancer og lyriske
Digte (»Älvorna«, »Näcken«, »Flyttfåglarne«,
»Suckarnas mystär«, Amanda-Digtene,
»Månflickan«) skabt Poesi af en egen
sanselig-oversanselig, ligesom gennemlyst Skønhed.
Romantiker af Temperament og Livsbetragtning er
han samtidig Klassiker ved sin Forms Fasthed
og rene Linje.